# Гогошешть
Гогошешть, Гогошешті (рум. Gogoșești) — село у повіті Долж в Румунії. Входить до складу комуни Міскій.
Село розташоване на відстані 175 км на захід від Бухареста, 15 км на північ від Крайови.

## Населення
За даними перепису населення 2002 року у селі проживали 66 осіб, усі — румуни. Усі жителі села рідною мовою назвали румунську.